# Katerina Vidiaux
Katerina Vidiaux López (9 de junio de 1987) es una luchadora cubana de lucha libre. Participó en los Juegos Olímpicos de Londres 2012 en la categoría de 63 kg, consiguiendo un octavo puesto. Tres veces compitió en Campeonatos Mundiales consiguiendo la 5.ª posición en 2010. Consiguió dos medallas en los Juegos Panamericanos, de oro en 2011. Ganó siete medallas en Campeonato Panamericano, de oro en 2015. Logró la medalla de bronce en Juegos Centroamericanos y del Caribe en 2014.